# Equus Automotive
Equus Automotive Inc. ist ein amerikanischer Autohersteller aus Rochester Hills nahe Detroit in Michigan. Das Unternehmen wurde am 6. August 2009 im US-Staat Georgia registriert. Eine Niederlassung befand sich zwischen dem 20. Juni 2012 und dem 15. Juli 2014 in Auburn Hills in Michigan. Es stellt seit 2012 Automobile her und vermarktet sie als Equus.
Das Logo des Herstellers ziert ein aufbäumendes Pferd. Gründer und Eigentümer der Marke ist Bassam Abdallah.

## Bass 770
Nach 6 Jahren Entwicklungszeit präsentierte Equus Automotive im Sommer 2013 den Prototyp eines Muscle Cars, den Equus Bass 770, namentlich angelehnt an den Vornamen des Firmengründers. Das Fahrzeug kostet rund 250.000 US-Dollar. Die nahezu 5 m lange, zweitürige Fastback-Karosserie ist im Stil eines amerikanischen Muscle Cars der 1960er Jahre gestaltet und besteht aus Aluminium und kohlenstofffaserverstärktem Kunststoff. Sie sitzt auf einem Aluminium-Chassis. Der 6,2-l-V8-Kompressormotor ist ein modifizierter Corvette-Motor von General Motors und leistet 640 hp/649 PS (477 kW) bei 6500/min und hat einen maximalen Drehmoment von 605 lb.-ft. (820 Nm) bei 3800/min. Der Wagen hat nach Herstellerangaben Hinterradantrieb, ein Sechsgang-Doppelkupplungsgetriebe, ein Leergewicht von 1650 kg, beschleunigt von 0–100 km/h in 3,4 Sekunden und erreicht eine Höchstgeschwindigkeit von 320 km/h.